# ادلولوفوس
ادلولوفوس (نام علمی: Adelolophus) نام یک سرده از تیره اردک منقاران است. فک بالایی شکسته ادلولوفوس (که تنها بقایای این دایناسور است) قدیمی‌ترین بقایای یک اردک منقار در جهان به‌شمار می‌رود که از نظر دیرینه‌شناسی و نیای اردک منقاران بسیار با اهمیت است. با فک بالایی ادلولوفوس بسیار به پارازارولوفوس شبیه بوده و شاید این موضوع را پیش بکشد که این دایناسور با پارازارولوفوس خویشاوندی نزدیکی داشته. گونه خاص این سرده Adelolophus hutchisoni نام دارد.

## زندگی
با توجه به محل کشف فسیل ادلولوفوس در یوتا ایالات متحده آمریکا، به نظر می‌رسد این موجود در مناطق مرطوب و پر آب در نزدیکی دریا زندگی می‌کرده که در برخی اوقات سال بسیار خشک و گرم بوده‌است.

## کشف و نامگذاری

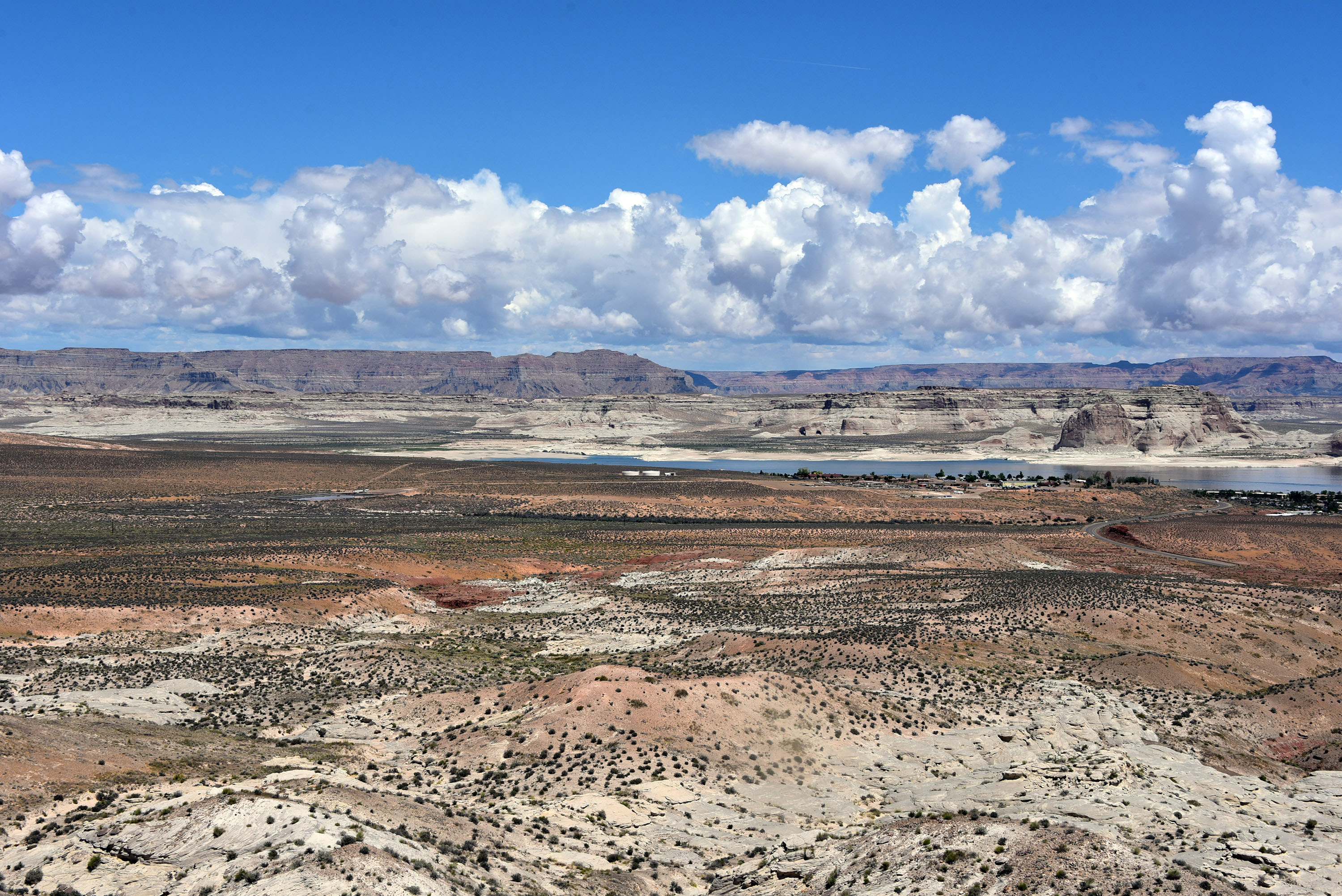
سازند Wahweap با دریاچه پاول، جنوب یوتا.

برای اولین بار در سال ۱۹۷۳بقایای ادلولوفوس در نزدیکی شهر کین در یوتا ایالات متحده آمریکا توسط H.D. Zeller کشف شد. همچنین زلر اطلاعات بیشتری را دربارهٔ محل کشف و مشخصات فسیل کشف شده یادداشت کرده و نگهداری می‌نمود. در سال ۱۹۹۹ اطلاعات زلر توسط جان هاوارد هوچیسون و همکارانش برای بازگشت به آنجا برای جمع‌آوری فسیل‌ها استفاده شد؛ و کشف فک بالایی ادلولوفوس توسط وسط تری گیتس و همکارانش این موضوع را اثبات کرد که ادلولوفوس قدیمی‌ترین لمبی سوسمار امریکای شمالی است. در آن زمان نامگذاری برای این گونه صورت نگرفته و این موضوع باعث شد که ادلولوفوس بدون هیچ نشانی باقی بماند. در سال ۲۰۱۴ با بررسی مجدد فک بالایی ادلولوفوس توسط تری گیتس به عنوان سرده ای از اردک منقاران شرح و گونه Adelolophus hutchisoni نام گذاری شد.